# 三軍大学
三軍大学（さんぐんだいがく）は台湾の国防大学の前身の一つ。台湾国軍の幹部養成を目的とした高等教育機関であり、陸海空軍の参謀を養成していた。

## 歴史
三軍大学は清末の1906年（光緒32年）5月8日に河北省保定に於いて設立された「陸軍軍官学堂」を前身とする。欧米列強への対抗と、日本の明治維新による軍制改革を目標としたが、既に末期症状を呈していた清朝では有効に機能する以前に王朝が崩壊してしまった。
1911年に中華民国が成立すると、校名を「陸軍大学」と変更し、1932年には首都の南京に移転した。その後は日中戦争とそれに続く国共内戦の混乱の中、大陸での学校運営が困難となり、1949年には台湾の新竹県へと移転している。
陸軍大学の教育は軍団戦術と参謀業務に重点が行われていた。1952年の国軍教育改革により、陸軍大学は国防大学と改編され、陸海空軍が各自「指揮参謀学校」を設置する体制となり、「国防大学」では三軍の共同作戦を行う参謀業務及び戦略戦術に偏向した教育内容となっていた。1959年に蔣介石により三軍の戦略に重点を置いた教育の必要性が提唱され、「指揮参謀学校」は大学に昇格されると同時に研究部を設置、戦略教育に重視した教育を実施した。
1968年、「指揮参謀大学」の戦略研究班及び「三軍聯合参謀大学」（1959年改称）の連合参謀教育が合併し、三軍の統括参謀業務を教育研究する統合大学を設立し、更に陸海空軍の参謀学院を設置する4院制が実施される事となった。
2000年5月8日、国軍の発展と戦略の変化から、中正理工学院、国防管理学院、国防医学院と共に国防大学に統合され、三軍大学学長だった夏瀛洲が初代学長に就任した。

## 年表
| 年     | 月日   | 事跡                                                         |
| ------ | ------ | ------------------------------------------------------------ |
| 1906年 | 5月8日 | 河北省保定に於いて「陸軍軍官学堂」が開校                     |
| 1910年 | -      | 「陸軍予備大学堂」と改称                                     |
| 1911年 | -      | 「陸軍大学」と改称                                           |
| 1921年 | -      | 南京へ移転                                                   |
| 1937年 | 9月    | 長沙へ移転                                                   |
| 1939年 | 1月 夏 | 遵義へ移転 重慶へ移転                                        |
| 1949年 | -      | 国共内戦により台湾新竹県へ移転                               |
| 1952年 | -      | 「国防大学」と改称 陸海軍それぞれに「指揮参謀学校」を設置    |
| 1959年 | -      | 「三軍聯合参謀大学（三軍聯大）」と改称                       |
| 1959年 | -      | 各「指揮参謀学校」を「指揮参謀大学」と改称                   |
| 1968年 | -      | 「三軍聯合参謀大学」と各「指揮参謀大学」を統合               |
| 1969年 | -      | 下部組織として「戦争学院」を設置                             |
| 1969年 | 2月2日 | 「三軍聯合大学」が正式に成立                                 |
| 2000年 | 5月    | 中正理工学院、国防管理学院、国防医学院と統合し国防大学が成立 |